# Harol Salgado
Harol Anderson Enrique Salgado Oñate (Talcahuano, Chile, 4 de septiembre de 2000) es un futbolista profesional chileno que se desempeña como Extremo en Universidad de Concepción de la Primera B de Chile.

## Trayectoria
Oriundo de Talcahuano, a los 12 años tuvo un paso por una escuela de fútbol de Huachipato, más no realizó divisiones inferiores, dedicándose a jugar al fútbol en su barrio.En 2019 jugó para Comunal Cabrero de la Tercera División B, mientras que para el año siguiente estuvo en los planes de Naval, sin embargo finalmente firmó por Fernández Vial de la Segunda División,logrando el título de la categoría. En marzo de 2021 es anunciado su fichaje por Coquimbo Unido de la Primera B, en donde aportó con goles al campeonato del equipo filibustero en la divisional.
Tras el primer semestre de 2022 alternando con el equipo coquimbano en la Primera División, en junio de 2022 regresa cedido a Fernandez Vial de la Primera B.Para la temporada 2023, es nuevamente cedido, esta vez a Santiago Morning de la Primera B.En febrero de 2024 es anunciado como nuevo jugador de Barnechea de la Primera B.

## Clubes
| Club                                 | País  | Año       |
| ------------------------------------ | ----- | --------- |
| Comunal Cabrero                      | Chile | 2019      |
| Fernández Vial                       | Chile | 2020      |
| → Coquimbo Unido                     | Chile | 2021-2023 |
| → Fernández Vial (cedido)            | Chile | 2022      |
| → Santiago Morning (cedido)          | Chile | 2023      |
| AC Barnechea                         | Chile | 2024      |
| Deportes Limache                     | Chile | 2025-     |
| → Universidad de Concepción (cedido) | Chile | 2025-Act. |

## Palmarés

### Campeonatos nacionales
| Título           | Equipo         | País  | Año  |
| ---------------- | -------------- | ----- | ---- |
| Segunda División | Fernández Vial | Chile | 2020 |
| Primera B        | Coquimbo Unido | Chile | 2021 |